# Pipunculus risbeci
Pipunculus risbeci är en tvåvingeart som först beskrevs av Seguy 1946.  Pipunculus risbeci ingår i släktet Pipunculus och familjen ögonflugor.
Artens utbredningsområde är Senegal. Inga underarter finns listade i Catalogue of Life.